# Jamin Winans
Jamin Winans (* 4. Dezember 1977 in Fort Wayne, Indiana) ist ein US-amerikanischer Regisseur, Drehbuchautor, Filmeditor und Komponist.
Winans wurde in Fort Wayne Indiana geboren und zog Anfang der 80er als er fünf war mit seiner Familie nach Colorado. Als Kind wuchs er ohne Fernsehen auf und sein erster Kinofilm, den er gesehen hatte, erweckte den Wunsch in ihm, selber Filme zu machen. Winans machte seit 2003 zunächst mehrere Kurzfilme, bevor er 2005 mit 11:59 seinen ersten Spielfilm drehte. Es folgte 2009 der Spielfilm Ink. 2014 veröffentlichte er den Film The Frame. Er ist verheiratet mit Kiowa Winans, mit der er zusammen die Filmproduktionsfirma Double Edge Films gegründet hat, die seine bisherigen Filme produziert hat.

## Filmografie

### Als Drehbuchautor, Regisseur und Filmeditor
- 2003: Blanston (Kurzfilm)
- 2003: The Maze (Kurzfilm)
- 2005: Spin (Kurzfilm)
- 2005: 11:59
- 2009: Ink
- 2010: Uncle Jack (Kurzfilm)
- 2014: The Frame

### Als Filmkomponist
- 2005: Spin (Kurzfilm)
- 2009: Ink
- 2010: Uncle Jack (Kurzfilm)
- 2014: The Frame